# Иглоопашат варан
Иглоопашатите варани (Varanus acanthurus) са вид влечуги от семейство Варанови (Varanidae).
Разпространени са в северозападната част на Австралия.
Таксонът е описан за пръв път от Жорж Албер Буланже през 1885 година.

## Подвидове
- Varanus acanthurus acanthurus
- Varanus acanthurus brachyurus
- Varanus acanthurus insulanicus